# Cooper Hewitt, Smithsonian Design Museum

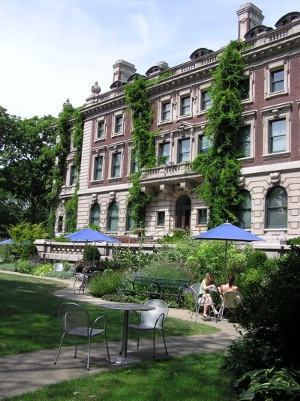
Garten des Cooper-Hewitt Museums

Das Cooper Hewitt, Smithsonian Design Museum ist ein Kunstgewerbemuseum in New York City. Es liegt an der 5th Avenue Ecke 91st Street in der Upper East Side im Stadtteil Manhattan. Das Museum ist Bestandteil der Museum Mile und gehört zur Smithsonian Institution. Es besitzt eine der weltweit größten Design- und Kunstgewerbesammlungen.

## Gebäude
Der Industrielle Andrew Carnegie ließ das Gebäude für sich als Wohnhaus errichten. Im Stil eines englischen Landhauses zwischen 1899 und 1903 ausgeführt, verfügte es über 64 Zimmer. Nach dem Tod des Hausherrn im Jahr 1919 ging das Gebäude in den Besitz der Carnegie Corporation über. Wenig später eröffnete das Museum. Die Smithsonian Institution veranlasste 1963 eine Modernisierung, 1972 wurde sie Eigentümerin des Museums. 1976 erfolgte ein Umbau durch das Büro Hardy Holzman Pfeiffer, 2014 eine Renovierung für rund 91 Millionen US-Dollar.

## Geschichte der Sammlung
Das „Museum for the Arts & Decoration at Cooper Union“ wurde 1897 eröffnet und befand sich zunächst im 4. Stockwerk des Gebäudes der Cooper Union in New York City. Hier wurden die Sammlungen der Töchter des Industriellen und Kunstförderers Abram Hewitt und seiner Ehefrau Sarah Cooper Hewitt ausgestellt. Die Schwestern Amelia Bowman, Sarah und Eleanor Garnier Cooper Hewitt hatten auf ihren Reisen in Europa Textilien und anderes Kunsthandwerk erworben, die ab 1919 gemeinsam mit den Sammlungen von Andrew Carnegie in dessen ehemaligem Wohnhaus ausgestellt wurden. Nach der Zusammenführung beider Sammlungen konnte der Bestand an Design und Kunstgewerbe noch erheblich erweitert werden. 1967 gingen die Sammlungen in den Besitz des Smithsonian Institute über.
Direktor des Museums war von März 2010 bis September 2012 Bill Moggridge. Seine Nachfolgerin wurde Caroline Baumann.

## Veröffentlichungen des Museums
- Catalogue of a collection of engravings and etchings formed by the late George Campbell Cooper and presented by him to the Cooper Union Museum for the Arts of Decoration. New York 1897 (archive.org – Zusammengestellt von Fitz Roy Carrington).
- Five centuries of drawing: the Cooper Union Centennial Exhibition. New York 1959 (archive.org – Ausgewählt und arrangiert vom The Cooper Union Museum. Ausgegeben von der American Federation of Arts 1959–1961).
- Wallpaper. A picture-book of examples in the collection of the Cooper Union Museum. New York 1961 (archive.org).
- Treasures from the Cooper Union Museum. Smithsonian Institution Press, Washington 1967 (archive.org – Katalog zu einer Ausstellung vom 13. Juli bis 24. September 1967).
- American Institute of Interior Designers (Hrsg.): The Decorative arts festival for Cooper Union Museum. New York, N.Y. 1967, For the Benefit of the Cooper Union Acquisition Fund. Monday 22 May, 1967 (archive.org).
- Veröffentlichungen des Cooper Union Museum for the Arts of Decoration im Internet Archive